# Phil Hill
Philip Toll Hill Jr., detto Phil (Miami, 20 aprile 1927 – Salinas, 28 agosto 2008), è stato un pilota automobilistico statunitense, campione del Mondo di Formula 1 nel 1961 con la Scuderia Ferrari. Alla pari di Mike Hawthorn è il pilota vincitore di almeno un titolo mondiale con il minor numero di vittorie all'attivo, 3. Sempre con la Ferrari ha vinto tre edizioni della 24 Ore di Le Mans, nel 1958, 1961 e 1962.

## Carriera
Phil Hill nacque a Miami in Florida il 20 aprile 1927, anche se crebbe a Santa Monica. Fin dalla tenera età si appassionò all'automobilismo e a nove anni guidò per la prima volta la Oldsmobile di famiglia. Nel 1946 fu inoltre uno dei primi iscritti al California Sportscar Club.
Iniziò la carriera trasferendosi in Inghilterra per essere impiegato dalla Jaguar come pilota collaudatore e di rincalzo. Nel 1954 si mise in luce conquistando, a bordo di una Ferrari 375 MM Vignale il 2º posto nella Carrera Panamericana, una delle tre gare più prestigiose dell'epoca.
Questa gli valse l'attenzione di Enzo Ferrari che lo mise sotto contratto per la 24 Ore di Le Mans e alla Carrera Panamericana. Il 1955 fu l'annus horribilis dell'automobilismo con la strage di Le Mans nella quale perirono 90 persone. In seguito all'evento, il governo messicano decise di annullare la "Carrera".
Nel 1958, alla sua quarta partecipazione, Hill vinse la 24 ore di Le Mans, al volante di una Ferrari 250 Testa Rossa e, in seguito, debuttò in F1 con la Maserati nel GP di Francia, terminando settimo. Enzo Ferrari, viste le prestazioni di Hill, lo mise in squadra anche per la F1, ma la prima gara non andò bene per tutta la scuderia. Peter Collins morì, il terzo in quell'anno dopo Pat O'Connor e Luigi Musso.

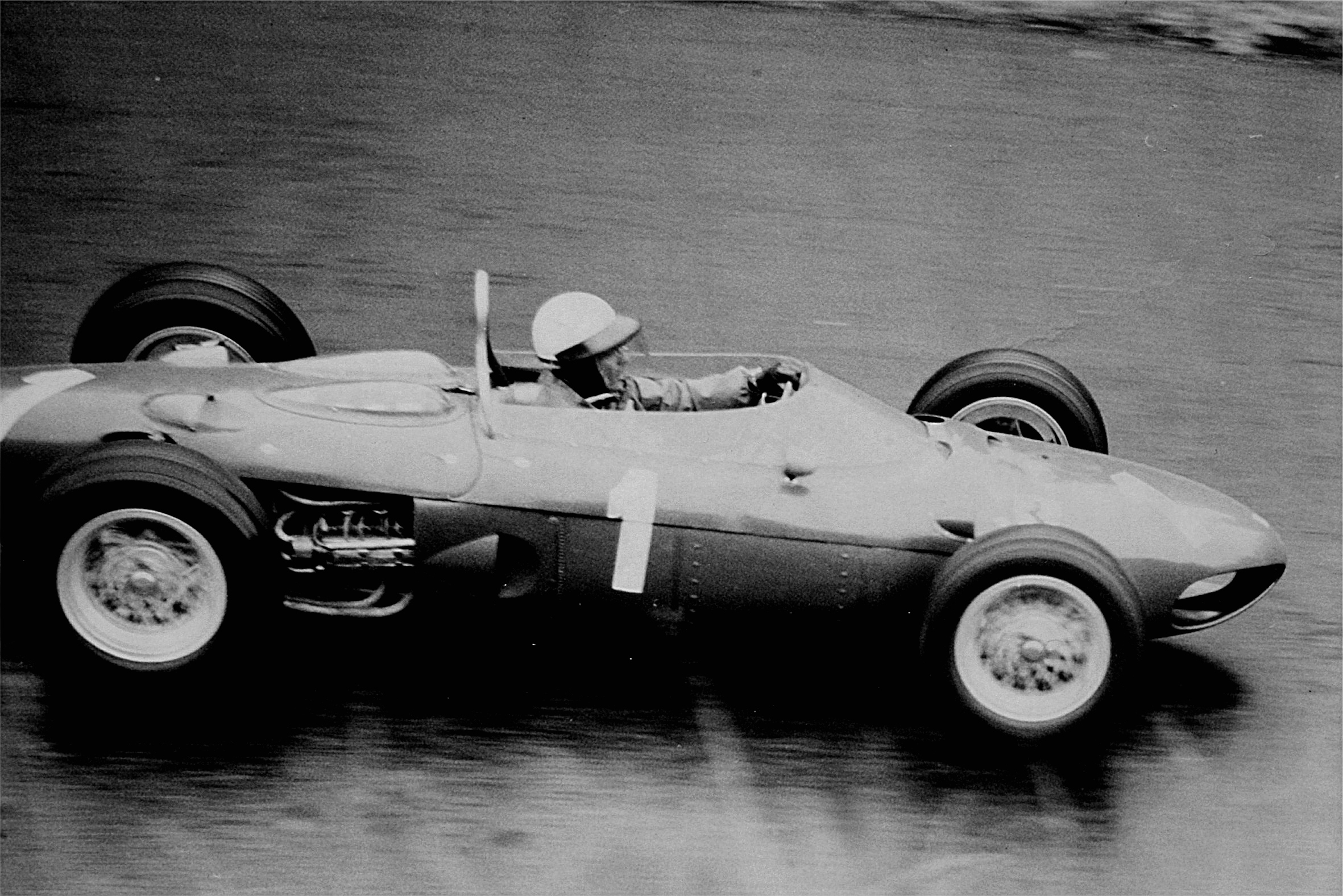
Hill su Ferrari 156 F1 nel 1962

Hill, dopo aver saltato il GP di Portogallo, a Monza fu terzo e ottenne il giro più veloce. Ingaggiato in pianta stabile, fu ancora terzo in Marocco, nella gara in cui morì Stuart Lewis-Evans.
Hill fu confermato anche nel 1959, con due secondi posti e un giro veloce. L'americano rimase alla Ferrari anche nel 1960, quando vinse a Monza, e nel 1961, anno in cui vinse due Gran Premi e il titolo mondiale, ma subì la morte dell'amico e compagno Wolfgang von Trips. Fu riconfermato alla Ferrari per il 1962, ma non andò oltre tre podi. L'anno successivo Hill seguì Carlo Chiti alla ATS italiana, disputando anche alcune gare in Lotus, ma non concluse niente.
Per il 1964 fu alla Cooper, ma ottenne solo un solo sesto posto in Gran Bretagna. Dopo un tentativo fallito di qualificarsi per il Gran Premio d'Italia 1966 con una Eagle, chiuse con la F1. Morì il 28 agosto 2008 a Salinas e fu sepolto a Woodlawn, a Santa Monica, California.

## Risultati

### Risultati in Formula 1
| 1958 | Scuderia           | Vettura              |  |  |  |  |  |   |  |   |  |   |   | Punti | Pos. |
| ---- | ------------------ | -------------------- |  |  |  |  |  | - |  | - |  | - | - | ----- | ---- |
| 1958 | Jo Bonnier Ferrari | Maserati 250F 246 F1 |  |  |  |  |  | 7 |  | 9 |  | 3 | 3 | 9     | 10º  |

| 1959 | Scuderia | Vettura |   |  |   |   |  |   |     |   |     |  |  | Punti | Pos. |
| ---- | -------- | ------- | - |  | - | - |  | - | --- | - | --- |  |  | ----- | ---- |
| 1959 | Ferrari  | 256 F1  | 4 |  | 6 | 2 |  | 3 | Rit | 2 | Rit |  |  | 20    | 4º   |

| 1960 | Scuderia                          | Vettura           |   |   |  |     |   |    |   |     |   |   |  | Punti | Pos. |
| ---- | --------------------------------- | ----------------- | - | - |  | --- | - | -- | - | --- | - | - |  | ----- | ---- |
| 1960 | Ferrari Yeoman Credit Racing Team | 246 F1 Cooper T51 | 8 | 3 |  | Rit | 4 | 12 | 7 | Rit | 1 | 6 |  | 16    | 5º   |

| 1961 | Scuderia | Vettura |   |   |   |   |   |   |   |  |  |  |  | Punti   | Pos. |
| ---- | -------- | ------- | - | - | - | - | - | - | - |  |  |  |  | ------- | ---- |
| 1961 | Ferrari  | 156 F1  | 3 | 2 | 1 | 9 | 2 | 3 | 1 |  |  |  |  | 34 (38) | 1º   |

| 1962 | Scuderia        | Vettura    |   |   |   |  |     |     |    |    |  |  |  | Punti | Pos. |
| ---- | --------------- | ---------- | - | - | - |  | --- | --- | -- | -- |  |  |  | ----- | ---- |
| 1962 | Ferrari Porsche | 156 F1 804 | 3 | 2 | 3 |  | Rit | Rit | 11 | NP |  |  |  | 14    | 6º   |

| 1963 | Scuderia               | Vettura           |  |     |     |    |  |  |    |     |     |  |  | Punti | Pos. |
| ---- | ---------------------- | ----------------- |  | --- | --- | -- |  |  | -- | --- | --- |  |  | ----- | ---- |
| 1963 | ATS Ecurie Filipinetti | Tipo 100 Lotus 24 |  | Rit | Rit | NC |  |  | 11 | Rit | Rit |  |  | 0     |      |

| 1964 | Scuderia | Vettura |   |   |     |   |   |     |     |  |     |   |  | Punti | Pos. |
| ---- | -------- | ------- | - | - | --- | - | - | --- | --- |  | --- | - |  | ----- | ---- |
| 1964 | Cooper   | T73 T66 | 9 | 8 | Rit | 7 | 6 | Rit | Rit |  | Rit | 9 |  | 1     | 19º  |

| 1966 | Scuderia                             | Vettura                        |    |     |  |  |  |  |    |  |  |  |  | Punti | Pos. |
| ---- | ------------------------------------ | ------------------------------ | -- | --- |  |  |  |  | -- |  |  |  |  | ----- | ---- |
| 1966 | Pilota privato Anglo American Racers | Lotus 25 McLaren M3A Eagle T1G | NP | Rit |  |  |  |  | NQ |  |  |  |  | 0     |      |

| Legenda | 1º posto     | 2º posto | 3º posto    | A punti         | Senza punti/Non class.  | Grassetto – Pole position Corsivo – Giro più veloce |
| Legenda | Squalificato | Ritirato | Non partito | Non qualificato | Solo prove/Terzo pilota | Grassetto – Pole position Corsivo – Giro più veloce |

### Risultati alla 24 Ore di Le Mans
| Anno | Classe | N° | Gomme | Vettura                                    | Squadra                          | Co-piloti          | Giri | Pos. Assol. | Pos. di Classe |
| ---- | ------ | -- | ----- | ------------------------------------------ | -------------------------------- | ------------------ | ---- | ----------- | -------------- |
| 1953 | S 1.5  | 47 | P     | OSCA MT-4 1300 OSCA 1.3L I4                | Rees T. Makins                   | Fred Wacker        | 80   | DNF         | DNF            |
| 1955 | S 5.0  | 3  | E     | Ferrari 121 LM Ferrari 4.4L I6             | Ferrari                          | Umberto Maglioli   | 76   | Rit         | Rit            |
| 1956 | S 3.0  | 10 | E     | Ferrari 625 LM Touring Ferrari 2.5L I4     | Ferrari                          | André Simon        | 107  | Rit         | Rit            |
| 1957 | S 5.0  | 6  | E     | Ferrari 335 MM Ferrari 3.0L V12            | Ferrari                          | Peter Collins      | 2    | Rit         | Rit            |
| 1958 | S 3.0  | 14 | E     | Ferrari 250 TR58 Ferrari 3.0L V12          | Ferrari                          | Olivier Gendebien  | 305  | 1º          | 1º             |
| 1959 | S 3.0  | 14 | D     | Ferrari 250 TR59 Ferrari 3.0L V12          | Ferrari                          | Olivier Gendebien  | 263  | Rit         | Rit            |
| 1960 | S 3.0  | 9  | D     | Ferrari 250 TR59/60 Ferrari 3.0L V12       | Ferrari                          | Wolfgang von Trips | 22   | Rit         | Rit            |
| 1961 | S 3.0  | 10 | D     | Ferrari 250 TRI/61 Ferrari 3.0L V12        | Ferrari                          | Olivier Gendebien  | 333  | 1º          | 1º             |
| 1962 | E +3.0 | 6  | D     | Ferrari 330 TRI/LM Spyder Ferrari 4.0L V12 | Ferrari                          | Olivier Gendebien  | 331  | 1º          | 1º             |
| 1963 | P +3.0 | 18 | D     | Aston Martin DP215 Aston Martin 4.0L I6    | David Brown/Aston Martin/Lagonda | Lucien Bianchi     | 29   | Rit         | Rit            |
| 1964 | P 5.0  | 10 | D     | Ford GT40 Mk I Ford 4.2L V8                | Ford                             | Bruce McLaren      | 192  | Rit         | Rit            |
| 1965 | P +5.0 | 2  | G     | Ford GT40 Mk II Ford 7.0L V8               | Shelby Automobiles               | Chris Amon         | 89   | Rit         | Rit            |
| 1966 | P +5.0 | 9  | F     | Chaparral 2D Chevrolet 5.4L V8             | Chaparral Cars                   | Joakim Bonnier     | 111  | Rit         | Rit            |
| 1967 | P +5.0 | 7  | F     | Chaparral 2F Chevrolet 7.0L V8             | Chaparral Cars                   | Mike Spence        | 225  | Rit         | Rit            |